# PGC 213826
LEDA/PGC 213826 ist eine irreguläre Zwerggalaxie vom Hubble-Typ dI im Sternbild Großer Bär am Nordsternhimmel. Sie ist schätzungsweise 100 Millionen Lichtjahre von der Milchstraße entfernt.
Im selben Himmelsareal befinden sich u. a. die Galaxien NGC 3652 und NGC 3658.